# Desa Sukajadi (administrativ by i Indonesien, Jawa Barat, lat -7,20, long 107,84)
Desa Sukajadi är en administrativ by i Indonesien.   Den ligger i provinsen Jawa Barat, i den västra delen av landet, 160 km sydost om huvudstaden Jakarta.